# Carbia nexilinea
Carbia nexilinea är en fjärilsart som beskrevs av W. Warren 1898. Carbia nexilinea ingår i släktet Carbia och familjen mätare. Inga underarter finns listade i Catalogue of Life.